# 梅拉图斯山脉
梅拉图斯山脉（Meratus）位于印度尼西亚南加里曼丹省。山脉南北弧形走向，将南加里曼丹省分为两部分。其最高峰海拔1892米。